# Dmitri Andreikin
Dmitri Andreikin (Riazan, 5 de febrer de 1990) és un jugador d'escacs rus, que té el títol de Gran Mestre des de 2007. Va ser el Campió del món juvenil de 2010.
A la llista d'Elo de la FIDE del juliol de 2021, hi tenia un Elo de 2724 punts, el que en feia el jugador número 4 (en actiu) de Rússia, i el 24è millor jugador del rànquing mundial. El seu màxim Elo va ser de 2743 punts, a la llista de juny de 2016 (posició 20 al rànquing mundial).

## Resultats destacats en competició
El 1999 es proclamà Campió del món Sub-10 a Orpesa al País Valencià, on va superar entre d'altres el futur GM Wang Hao, que fou tercer. El 2004 fou tercer al campionat del món Sub-14 a Heraklio (el campió fou Ildar Khairullin).
Empatà als llocs 1r-3r amb Konstantín Txernixov i Aleksei Kórnev a Lipetsk 2006. El 2008, va guanyar el 4t Inautomarket Open a Minsk i empatà als llocs 3r-7è amb Rauf Məmmədov, Denís Ievséiev, Vassili Iemelin i Eltaj Safarli al Memorial Txigorin.
El 2009, empatà als llocs 1r-3r amb Iuri Kuzúbov i Rauf Məmmədov al torneig The SPICE Cup de Lubbock (Texas), un Categoria XVI organitzat per la Universitat de Texas Tech i el Susan Polgar Institute for Chess Excellence (SPICE). També el 2009, va empatar als llocs 1r–8è amb Serguei Vólkov, Ígor Lissi, Aleksandr Rakhmaànov, Valeri Popov, Denís Khismatul·lin, Dmitri Kókarev i Dmitri Botxarov a l'obert de Vorónej.
El 2010, empatà als llocs 2n-7è amb Aleksei Dréiev, Ivan Sokolov, Vladímir Fedosséiev, Oleksandr Aresxenko i Konstantín Sakàiev al Memorial Txigorin. També el 2010, es proclamà Campió del món juvenil, empatat al primer lloc amb Sanan Siuguírov però superant-lo per desempat.
Entre l'agost i el setembre de 2011 participà en la Copa del món de 2011, a Khanti-Mansisk, un torneig del cicle classificatori pel Campionat del món de 2013, i hi va tenir una raonable actuació. Avançà fins a la segona ronda, quan fou eliminat per Ievgueni Tomaixevski (1½-2½).
El març de 2012 fou 4t al Campionat d'Europa absolut, a Plòvdiv (Bulgària) (el campió fou Dmitri Iakovenko).
L'agost de 2012, va guanyar la 65a edició del Campionat d'escacs de Rússia a Moscou, després de vèncer un desempat a partides ràpides contra Serguei Kariakin, Dmitri Iakovenko, Vladímir Potkin, Ievgueni Alekséiev i Piotr Svídler
El setembre de 2013 fou segon a la Copa del Món de 2013, en perdre contra Vladímir Kràmnik 2½–1½ al matx final. Els finalistes es classificaven pel Torneig de Candidats de 2014.
El novembre del 2014 va guanyar el torneig de Taixkent corresponent del clicle Grand Prix de la FIDE 2014-2015.
L'agost del 2016 fou campió del Festival d'escacs d'Abu Dhabi amb 7½ de 9, mig punt per davant de Baskaran Adhiban i Bassem Amin.
El setembre 2018 a Satka es proclamà per segon cop en la seva carrera campió de Rússia, en vèncer Dmitri Iakovenko al play-off de desempat.
El desembre de 2018 empatà al segon lloc al 5è Festival d'Escacs Sunway de Sitges amb 7'5 punts sobre 10, mig per sota del campió, Àlvar Alonso, i empatat amb altres forts GMs.
El març de 2019 fou membre de l'equip rus que va quedar primer al Campionat del món per equips a Astanà.